# Marián Strelec
Marián Strelec (* 30. července 1971 Brezno) je bývalý slovenský fotbalový útočník. Po skončení hráčské kariéry se stal trenérem mládeže.

## Fotbalová kariéra
V československé lize hrál za Duklu Banská Bystrica. Ve slovenské lize hrál i za FK Dukla Banská Bystrica, 1. FC Košice a 1. FC Tatran Prešov. V Poháru UEFA nastoupil ve 2 utkáních.

## Ligová bilance
| Ročník                                   | Zápasy | Góly | Minuty | Klub                  |
| ---------------------------------------- | ------ | ---- | ------ | --------------------- |
| 1. československá fotbalová liga 1989/90 | 6      | 0    | 103    | Dukla Banská Bystrica |
| 1. československá fotbalová liga 1990/91 | 22     | 1    | 1 616  | Dukla Banská Bystrica |
| 1. československá fotbalová liga 1991/92 | 19     | 0    | 1 294  | Dukla Banská Bystrica |
| Mars superliga 1993/94                   | 15     | 1    | 859    | Dukla Banská Bystrica |
| Mars superliga 1994/95                   | 29     | 3    | –      | Dukla Banská Bystrica |
| Mars superliga 1995/96                   | 28     | 3    | –      | Dukla Banská Bystrica |
| Mars superliga 1996/97                   | 20     | 1    | –      | Dukla Banská Bystrica |
| Mars superliga 1997/98                   | 6      | 0    | –      | 1. FC Košice          |
| Mars superliga 1997/98                   | 15     | 1    | –      | Dukla Banská Bystrica |
| Mars superliga 1998/99                   | 21     | 0    | –      | Dukla Banská Bystrica |
| Mars superliga 1999/00                   | 12     | 0    | –      | Dukla Banská Bystrica |
| Mars superliga 2000/01                   | 6      | 0    | –      | 1. FC Tatran Prešov   |
| CELKEM                                   | 199    | 10   | –      |                       |